# Heilerbach

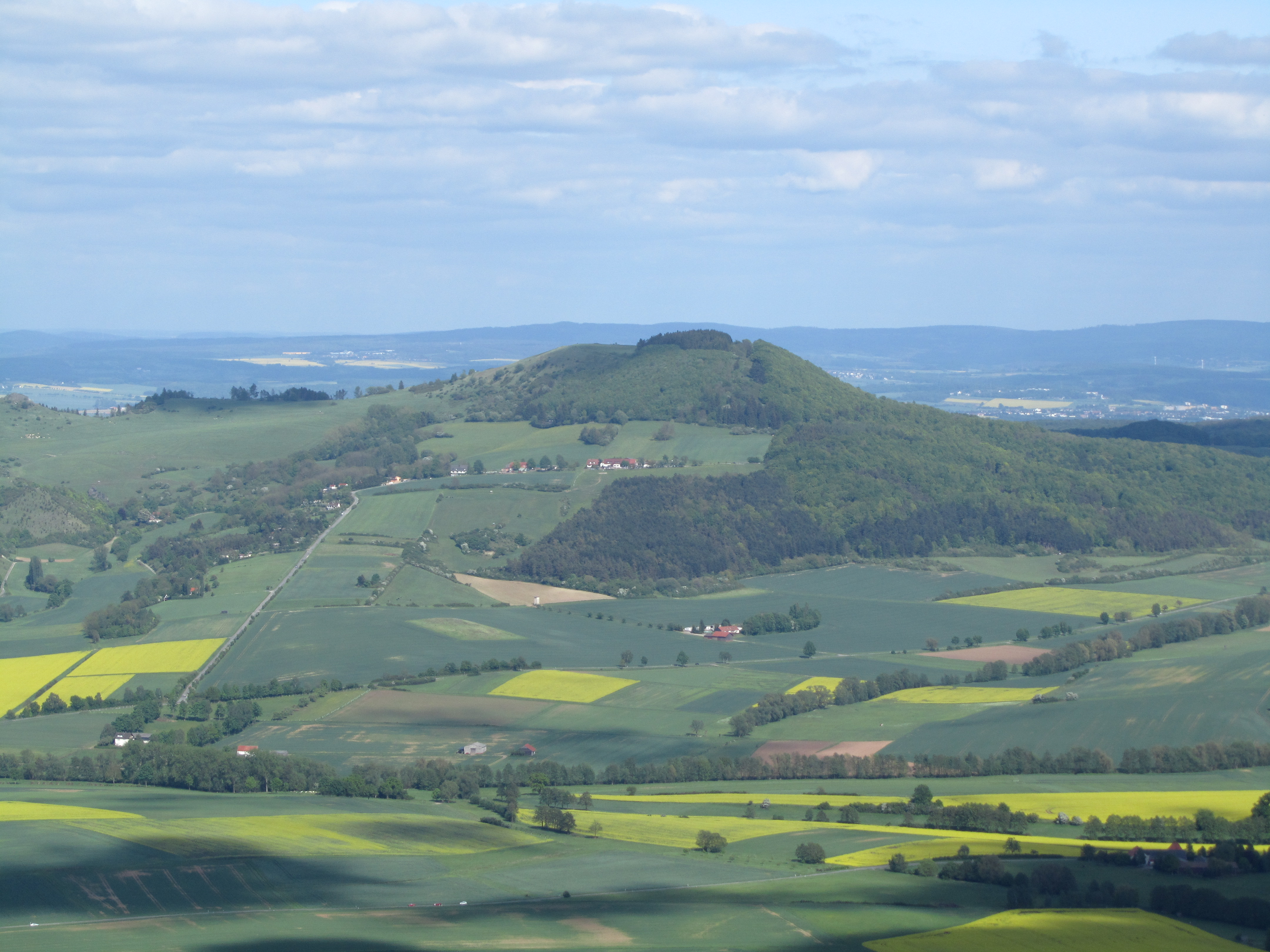
Blick vom Bärenbergturm auf dem Großen Bärenberg ostwärts über das Tal der Warme hinweg zu den Weilern Heilerbach und Friedrichstein auf der Westflanke des Hohen Dörnbergs

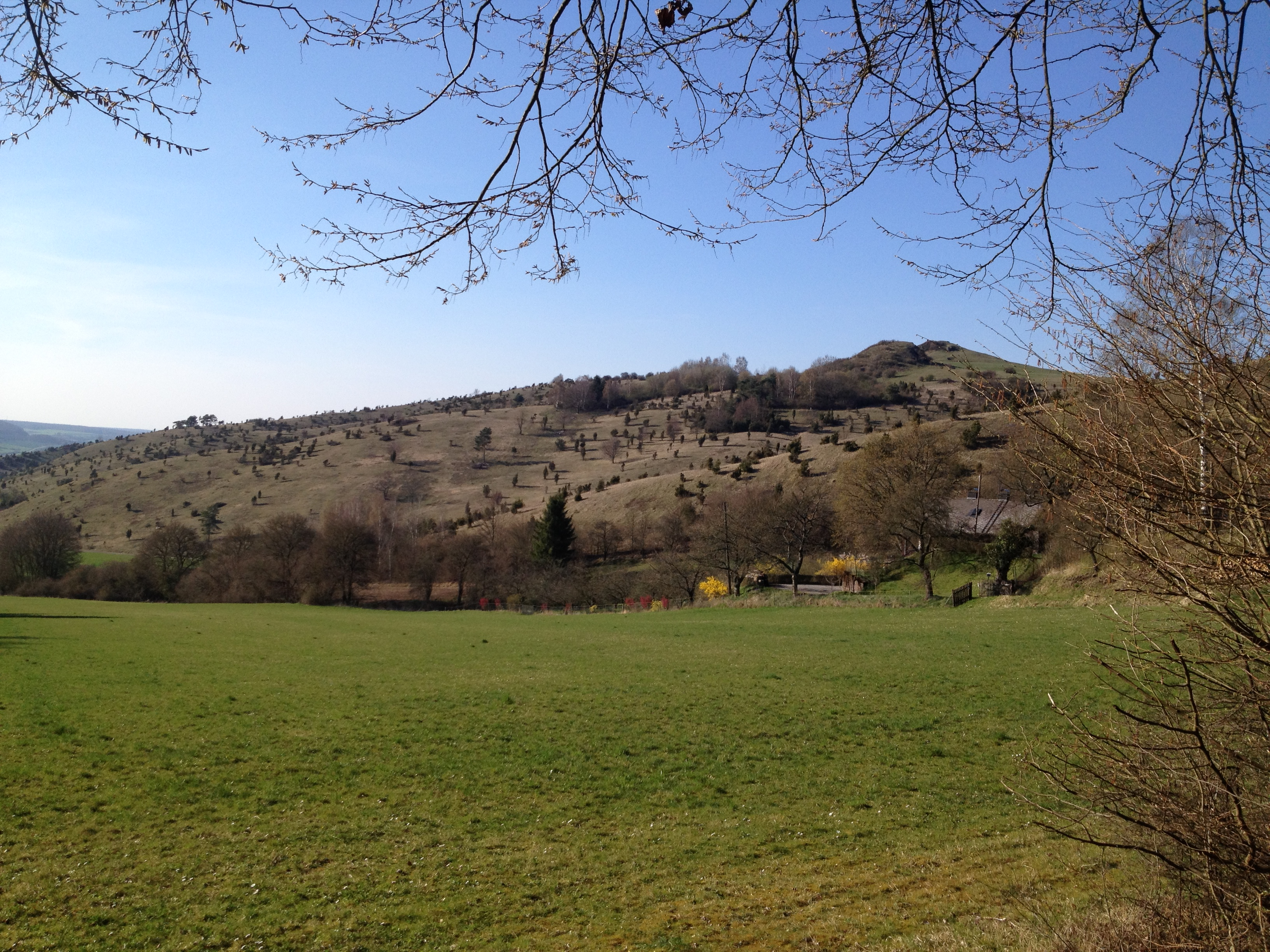
Blick aus dem Heilerbachtal nordwärts zum Kleinen Dörnberg

Heilerbach ist ein Weiler der Stadt Zierenberg im nordhessischen Landkreis Kassel.

## Geographie

### Lage
Heilerbach liegt im Habichtswälder Bergland innerhalb des Naturparks Habichtswald 2,6 km südöstlich der Zierenberger Kernstadt und 1,8 km (jeweils Luftlinie) nordnordwestlich des Habichtswalder Ortsteils Dörnberg. Es erstreckt sich auf dem Nordwesthang des Hohen Dörnbergs (578,7 m ü. NHN) auf etwa 330 bis 420 m Höhe. Südöstlicher Nachbar ist der Zierenberger Weiler Friedrichstein. Nach Südwesten leitet die Landschaft in das Tal des Lubachs über, einem südöstlichen Zufluss der Warme, und nach Norden und Nordwesten fällt sie in jenes des Heilerbachs, einem östlichen Zufluss der Warme ab. Jenseits des Heilerbachs liegt im Norden der Kleine Dörnberg (481,6 m) und im Nordosten der Basaltfels Wichtelkirche (390 m) mit dem Burgstall Blumenstein.

### Naturräumliche Zuordnung
Heilerbach liegt in der naturräumlichen Haupteinheitengruppe Westhessisches Bergland (Nr. 34) und in der Haupteinheit Habichtswälder Bergland (342) in der Untereinheit Dörnberg und Schreckenberge (342.3). Nach Süden leitet die Landschaft in den Naturraum Dörnbergpass (342.30) über, und nach Westen fällt sie in den Naturraum Zierenberger Grund (342.11) ab.

## Ortsbild
Heilerbach war früher eine Gehöftgruppe. Der Weiler besteht aus nur wenigen Häusern.

## Schutzgebiete
Nördlich über östlich bis südlich von Heilerbach liegen Teile des Fauna-Flora-Habitat-Gebiets Dörnberg, Immelburg und Helfenstein (FFH-Nr. 4622-303; 4,107 km²) und im Norden liegen jenseits des Heilerbachs solche des Naturschutzgebiets Dörnberg (CDDA-Nr. 81531; 1978 ausgewiesen; 1,1656 km² groß).

## Verkehr und Wandern
Heilerbach ist über eine schmale Stichstraße zu erreichen. Sie zweigt von der zwischen Zierenberg und dem Habichtswalder Ortsteil Dörnberg verlaufenden Landesstraße 3211 ab und führt steil aufwärts nach Heilerbach und dann weiter zum Weiler Friedrichstein. Über die an diese Landesstraße in Dörnberg anschließende Bundesstraße 251 besteht – durch den Habichtswalder Ortsteil Ehlen fahrend – Verbindung nach Südwesten zur nahen Anschlussstelle Zierenberg der Bundesautobahn 44; in entgegengesetzter Richtung führt die B 251 ostwärts in den Kasseler Stadtteil Harleshausen.
Beginnend an dieser Stichstraße kann man den Aufstieg auf den Hohen Dörnberg zum Beispiel auf der Extratour H2 des Habichtswaldsteiges und auf dem Eco Pfad Archäologie Dörnberg angehen; beide verlaufen durch Heilerbach. Nördlich vorbei am Weiler führt jenseits des Heilerbachs der den Berg nördlich passierende Märchenlandweg.